# 姆謝諾
姆謝諾是捷克的城鎮，位於該國北部，距離梅爾尼克約15公里，由中波希米亞州負責管轄，面積26.7平方公里，海拔高度358米，1867年的大火燒毀鎮上54間房屋，2011年人口1,513。

## 外部連結
- Municipal website (cz, en, de)

50°26′16″N 14°37′52″E / 50.43778°N 14.63111°E